# 曹桂成
曹桂成（英語：Tso Kwai-Shing，1911年6月15日—1953年10月21日），已故香港足球運動員，活躍於1920年代至戰前，司職翼鋒，有「飛將軍」的稱號。

## 簡歷
1926年，15歲的曹桂成於南華會出道，因表現突出被上海三育隊相中，在上海踢了半季聯賽便回港加入新成軍的中華隊，1927年至1929年為該會連奪三屆甲組聯賽冠軍。
1930年，曹被指控受薪參加上海樂華隊遠征歐洲的計劃，違反業餘球員身份，被香港足球總會罰停賽逾半年。1931年轉到印尼泗水發展，1932年末回港。1934年復出球壇，在其後的時間為南華比賽。
太平洋戰爭爆發後，他轉到湛江生活。戰後因染上肺病，生活貧苦。1953年，病勢急轉直下，他獲得足總的財政支持，但最後仍敵不過病魔，於同年10月辭世。

## 國際賽生涯
1927年，曹桂成首度入選中國隊（以中華會球員為骨幹），以東道主身份參加於上海舉辦的遠東運動會，擊敗日本和菲律賓奪得冠軍。1928年，代表香港隊，出戰對新加坡的埠際賽。1930年和1934年，再度代表中國隊出戰遠東運。1935年，為香港隊奪得全國運動會足球賽冠軍。1936年，曹桂成為中國隊遠赴德國柏林，首度出戰奧運會足球賽。

## 外部連結
- Olympedia - Cao Guicheng （页面存档备份，存于）